# Wodniściak

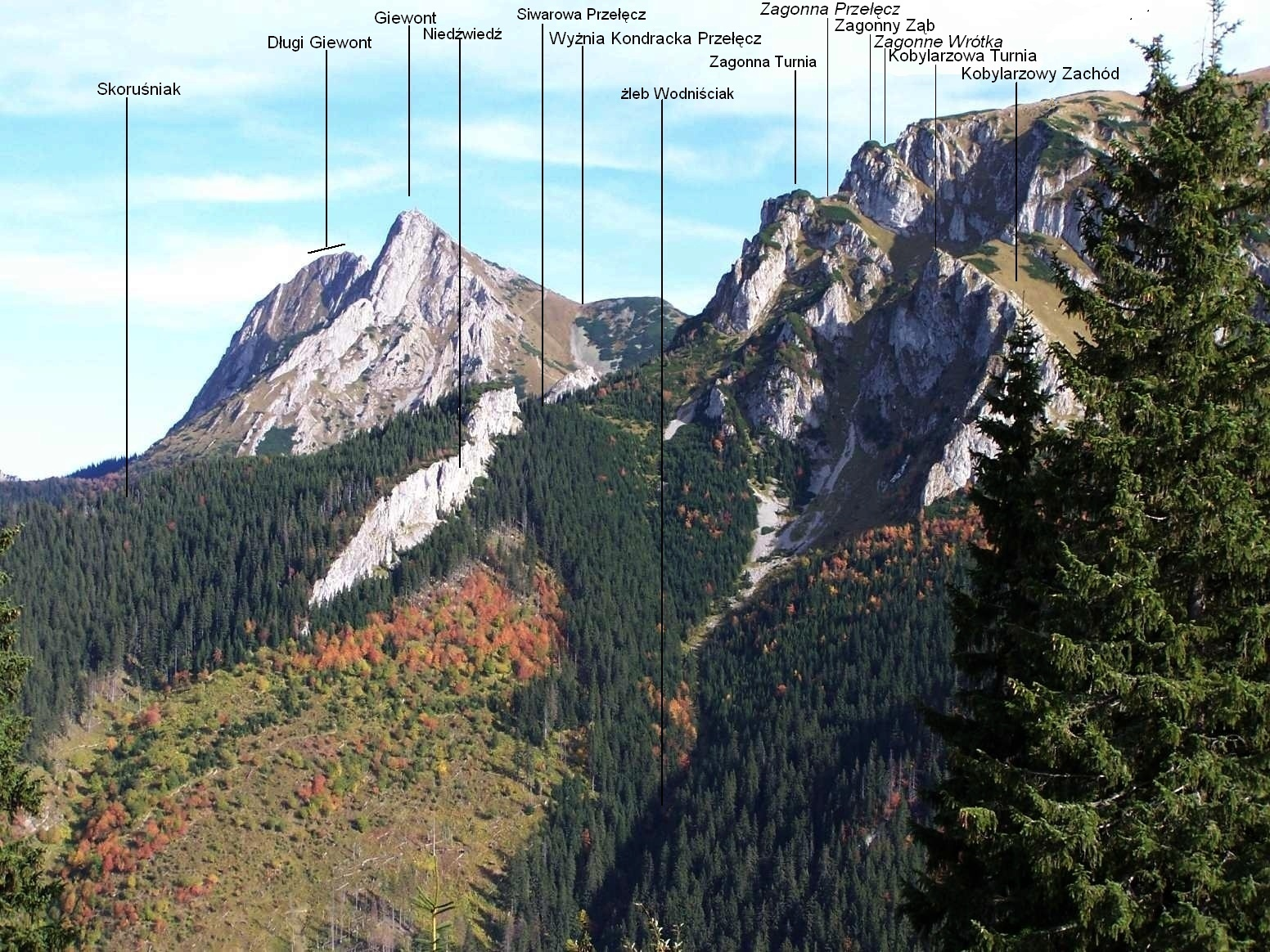
Widok z północno-zachodniej grani Ciemniaka

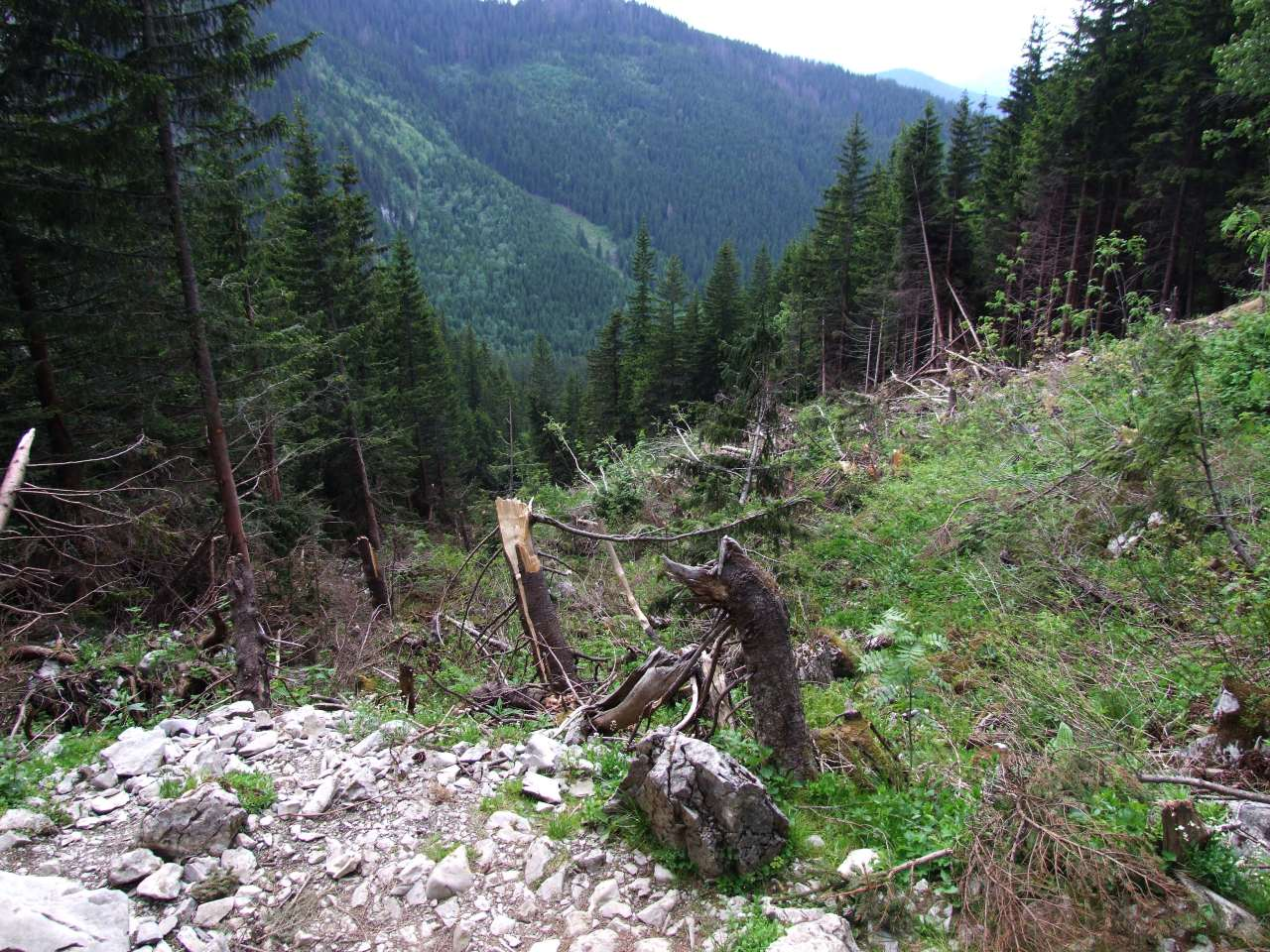
Wodniściak poniżej ścieżki turystycznej. Las zniszczony przez lawiny

Wodniściak – żleb w Dolinie Miętusiej w Tatrach Zachodnich. Opada spod Siwarowej Przełęczy z wysokości około 1450 m do Wantuli, tuż powyżej Wyżniej Miętusiej Równi (około 1220 m). Żlebem z wysokości około 1400 m po licznych progach spływa woda gubiąca się następnie w piargach u wylotu żlebu.
Orograficznie prawe zbocza Wodniściaka tworzy zalesiony Skoruśniak, lewe w górnej części skalista Zagonna Turnia i skalisty mur od Zagonnej Turni do Kobylarzowej Turni, w dolnej zalesiona grzęda na przedłużeniu Kobylarzowej Turni. Wodniściak przecina szlak turystyczny prowadzący z Przysłopu Miętusiego przez Kobylarzowy Żleb na Małołączniaka. W miejscu, w którym ścieżka turystyczna przecina Wodniściak, w jego korycie zwykle znajduje się woda i jest to ostatnie miejsce z wodą na tej trasie. Wypływa z tzw. źródła wędrującego – w czasie suchej pory roku źródło to wypływa 30 m niżej. Żleb znajduje się w porośniętym lasem obszarze, ale schodzące nim lawiny niszczą las.
W górnej części do Wodniściaka z jego orograficznie lewej strony opadają dwa żlebki; jeden z Zagonnej Przełęczy, drugi z Kobylarzowego Zachodu, pomiędzy Kobylarzową Turnią a skalnym murem na jej przedłużeniu do Zagonnej Turni. Zimą zejście Wodniściakiem na Wyżnią Miętusią Rówień może być najpraktyczniejszym sposobem opuszczenia tego rejonu.
W Dolinie Miętusiej istnieje jeszcze żleb zwany Małym Wodniściakiem.

## Szlaki turystyczne
Wielka Polana Małołącka – Przysłop Miętusi – Kobylarzowy Żleb – Czerwony Grzbiet – Małołączniak. Czas przejścia: 4 h, ↓ 3 h